# Neobisium tinauti
Espèce
Neobisium tinauti est une espèce de pseudoscorpions de la famille des Neobisiidae.

## Distribution
Cette espèce est endémique d'Andalousie en Espagne. Elle se rencontre à Serón dans la grotte Sima Bella.

## Description
La femelle holotype mesure 5,30 mm.

## Étymologie
Cette espèce est nommée en l'honneur d'Alberto Tinaut Ranera.

## Publication originale
- Carabajal Márquez, García Carrillo & Rodríguez Fernández, 2011 : Contribution to the catalogue of the pseudoscorpions of Andalucia (Spain) (I) (Arachnida, Pseudoscorpiones). Boletin de la Sociedad Entomológica Aragonesa, vol. 48, no 1, p. 115-128 (texte intégral).